# Sambo
Sambo je sovjetska borilačka vještina.
Nastala je spajanjem nekolicine tradicionalnih vještina kavkaskih i sibirskih naroda, uz dodatak džiju-džicua.
Sam naziv je kratica za самозащита без оружия, SAMozaščita Bez Oružja.
Vještina je razvijena za sovjetske postrojbe posebne namjene (vojne i policijske), a populariziranje je doživila u svijetu nakona raspada SSSR-a, kada su se brojni učitelji ove vještine razmilili po svijetu u potrazi za bolje plaćenim životom, odnosno i iz razloga što je u doba raspadanja sovjetske države stega popustila i tajna vještina je izašla iz sovjetske skrivenosti.
Potvrdu svoje kakvoće ova je vještina dobila u ultimate-fightu, gdje su se borci kojima je sambo temeljna vještina pokazali iznimno teškima za pobijediti. Svjetski prvak u ultimate-fightu za 2005. godinu, Fedor Emelianenko je sambo-borac.
Sambo je najrašireniji, odnosno najviše se uči po Rusiji, po Ukrajini i državama bivšeg SSSR-a, ali vježba ga se i na sjevernoameričkom kontinentu.